# BMW M1
Der BMW M1 (interne Bezeichnung E26) ist ein Supersportwagen von BMW mit längs eingebautem Mittelmotor und Hinterradantrieb. Von Herbst 1978 bis Ende 1981 wurden 460 Fahrzeuge hergestellt.

## Geschichte

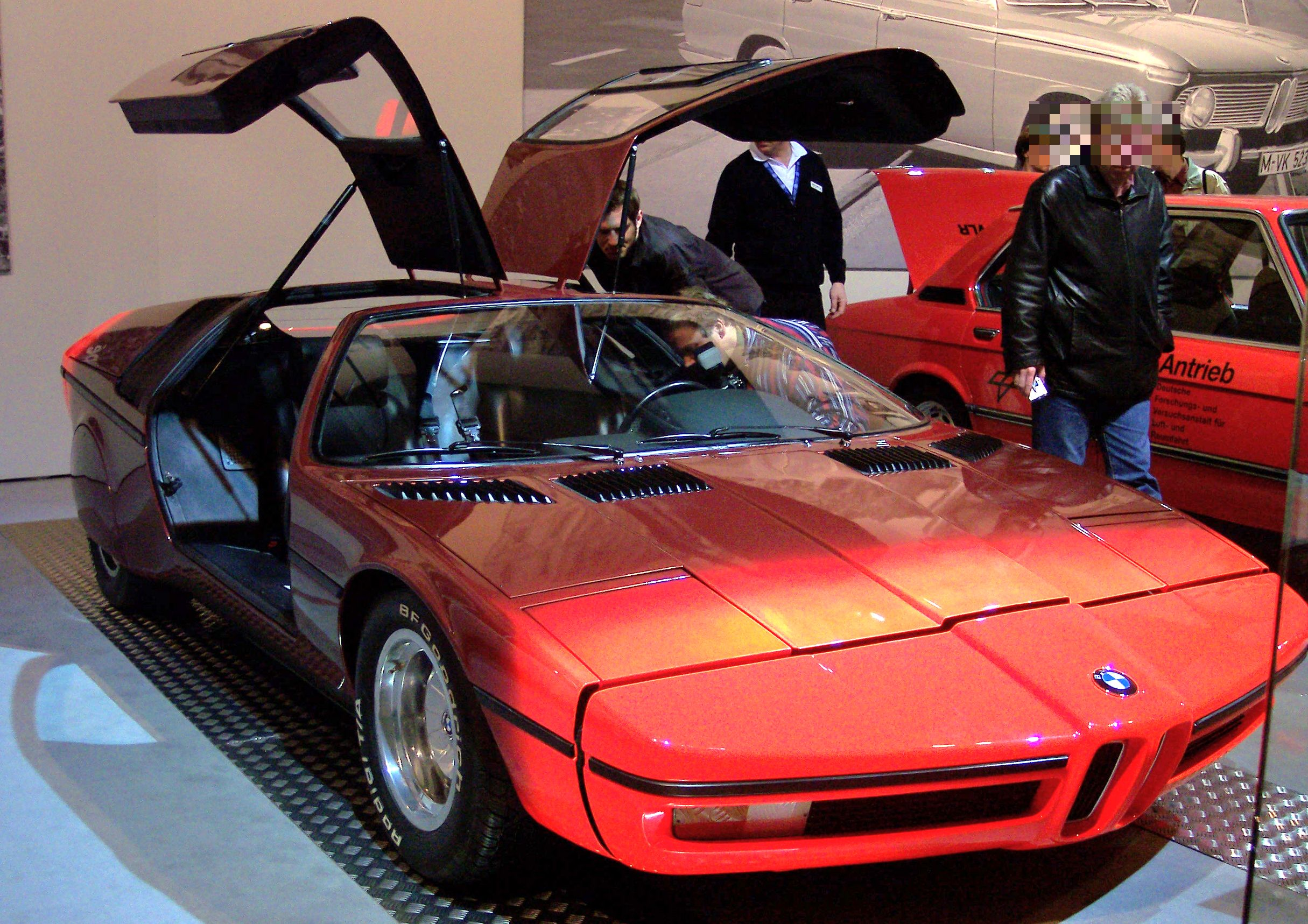
BMW Turbo (1972)

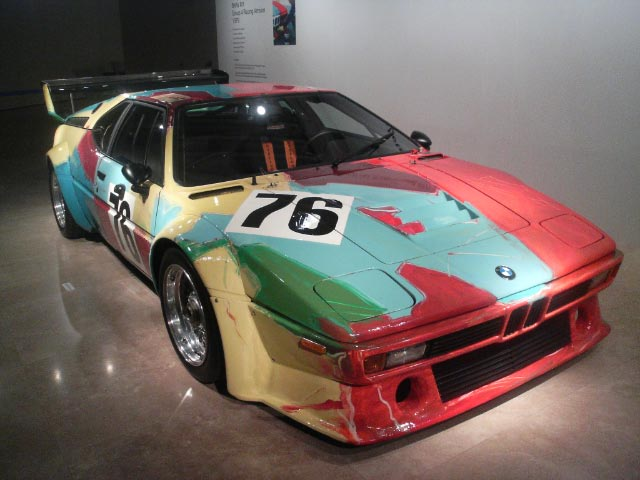
Der von Andy Warhol bemalte BMW M1, das vierte BMW Art Car

1972 präsentierte BMW einen Prototyp mit der Bezeichnung BMW Turbo (E25). Dieses Fahrzeug, mit Flügeltüren und Vierzylinder-Mittelmotor ausgestattet, war nicht für eine Serienproduktion vorgesehen, sondern diente als Designstudie und Technologieträger. 1973 folgte ein weiteres Exemplar. Der 250 km/h schnelle Turbo war eine Antwort auf schwerfällige Prototypen zum Thema Sicherheitswagen mit klobigen Anbauteilen. (Siehe z. B. Volvo VESC)
Das Grundkonzept des Turbos schaffte für den Fahrer ein dickes Sicherheitspolster: Niedriger Schwerpunkt, breite Aufstandsfläche und ein spezielles Fahrwerk. Dazu kamen Fahrerassistenzsysteme wie ABS, Radar-Abstandswarner und ein Querbeschleunigungsmesser. Zusätzlich gab es ein passives Sicherheitspaket mit Sicherheitsgurten, die den Stromkreis für das Zündschloss schließen, oder die Sicherheitslenksäule mit drei Kardangelenken. Die in das Dach fortgesetzten Türpfosten bildeten einen unsichtbaren Überrollkäfig und wurden durch Sicherheitsknautschzonen mit hydraulischen Dämpfern in Front und Heck ergänzt. Auch bei der Farbgebung stand die Sicherheit im Vordergrund: Ein knalliges Rot mit leuchtend orangefarbener Front- und Heckpartie.
Die futuristisch anmutende Stylingstudie des BMW-Chefdesigners Paul Bracq gab die Richtung für die 1976 folgende Entwicklung des BMW M1 vor. Diese lief nach den Vorgaben von BMW bei Lamborghini in Sant’Agata Bolognese, Italien. Dort sollte das Fahrzeug ursprünglich auch gefertigt werden, doch gab es später Probleme bei Lamborghini, so dass das Fahrzeug von Baur in Stuttgart gefertigt wurde. Für das Design der Karosserie war Giorgetto Giugiaro verantwortlich, der den BMW M1 im Vergleich zum Prototyp BMW Turbo sachlicher gestaltete und auf die Flügeltüren verzichtete.
Der BMW M1 wurde 1978 präsentiert und als Auto der Superlative eingestuft. Der Autotester Gerold Lingnau bescheinigte dem Wagen „ausgefeilte Technik und überlegene Fahreigenschaften“. Für die Entwicklung und Produktion gründete BMW eigens die BMW Motorsport GmbH, das M im Modellnamen steht somit für Motorsport. 1979 kostete der Wagen 113.000 Deutsche Mark, nach heutiger Kaufkraft etwa 157.000 Euro.

## Karosserie und Technik
Die Karosserie des BMW M1 ist auf einem Gitterrohrrahmen aufgebaut. Es finden viele Teile aus dem damaligen PKW-Programm von BMW Verwendung. Ein äußerlich auffälliges Merkmal sind die eingesetzten Heckleuchten aus der damaligen BMW 6er-Reihe. Für BMW ungewöhnlich war die Verwendung von Klappscheinwerfern, die wegen der damaligen amerikanischen Vorschriften zur Lampenhöhe bei der aerodynamisch flachen Front notwendig waren.

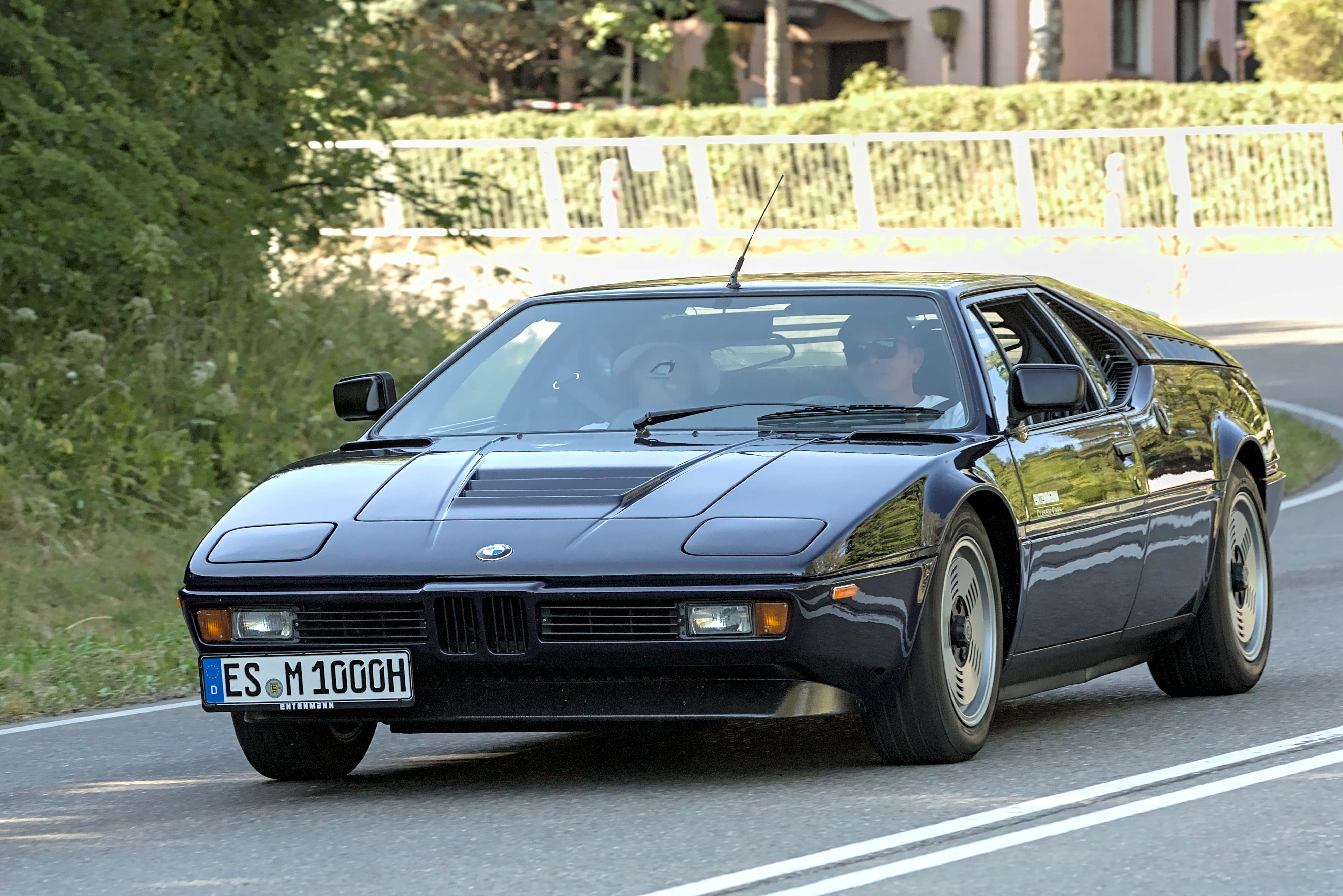
BMW M1 (Straßenversion)
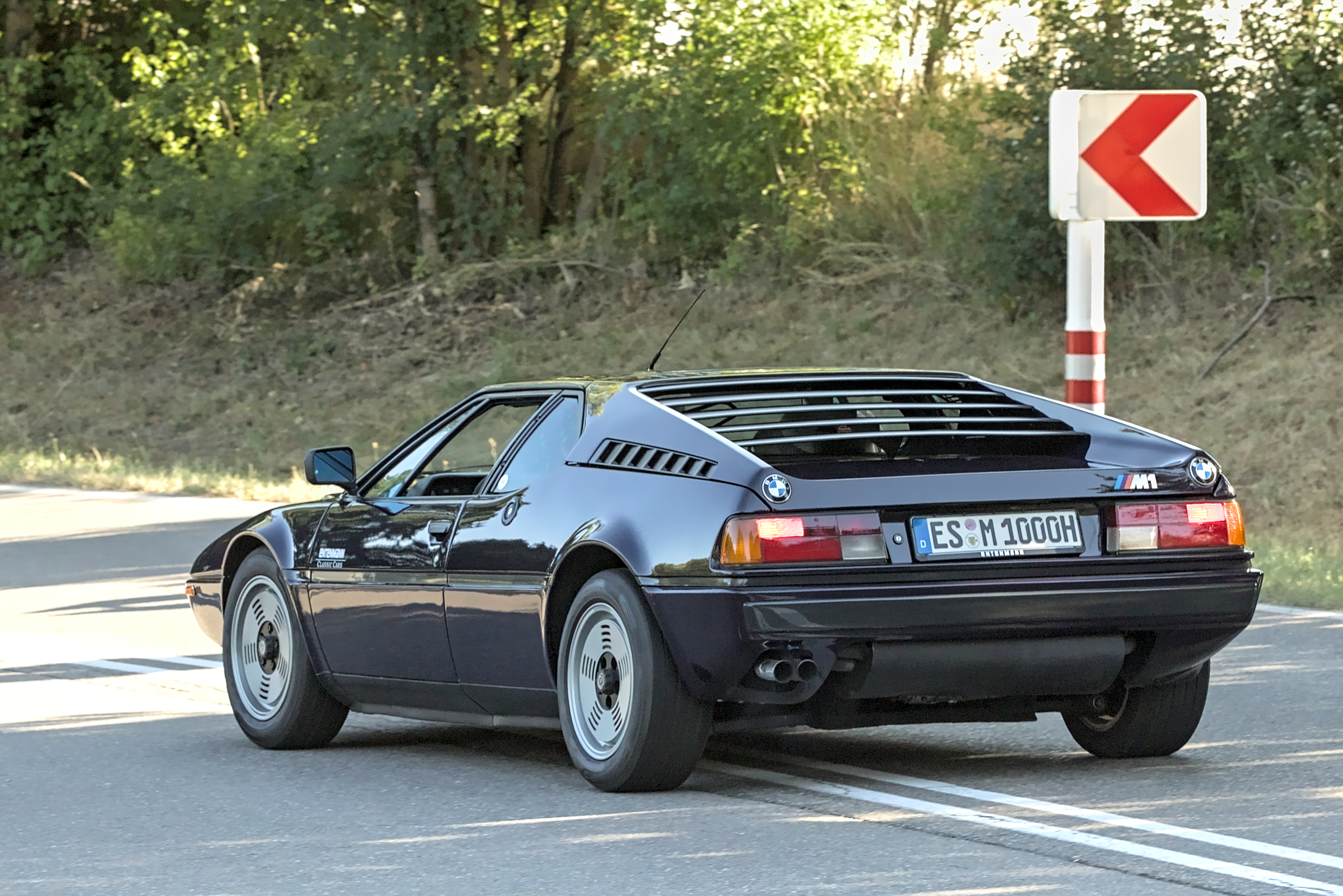
Heckansicht des BMW M1
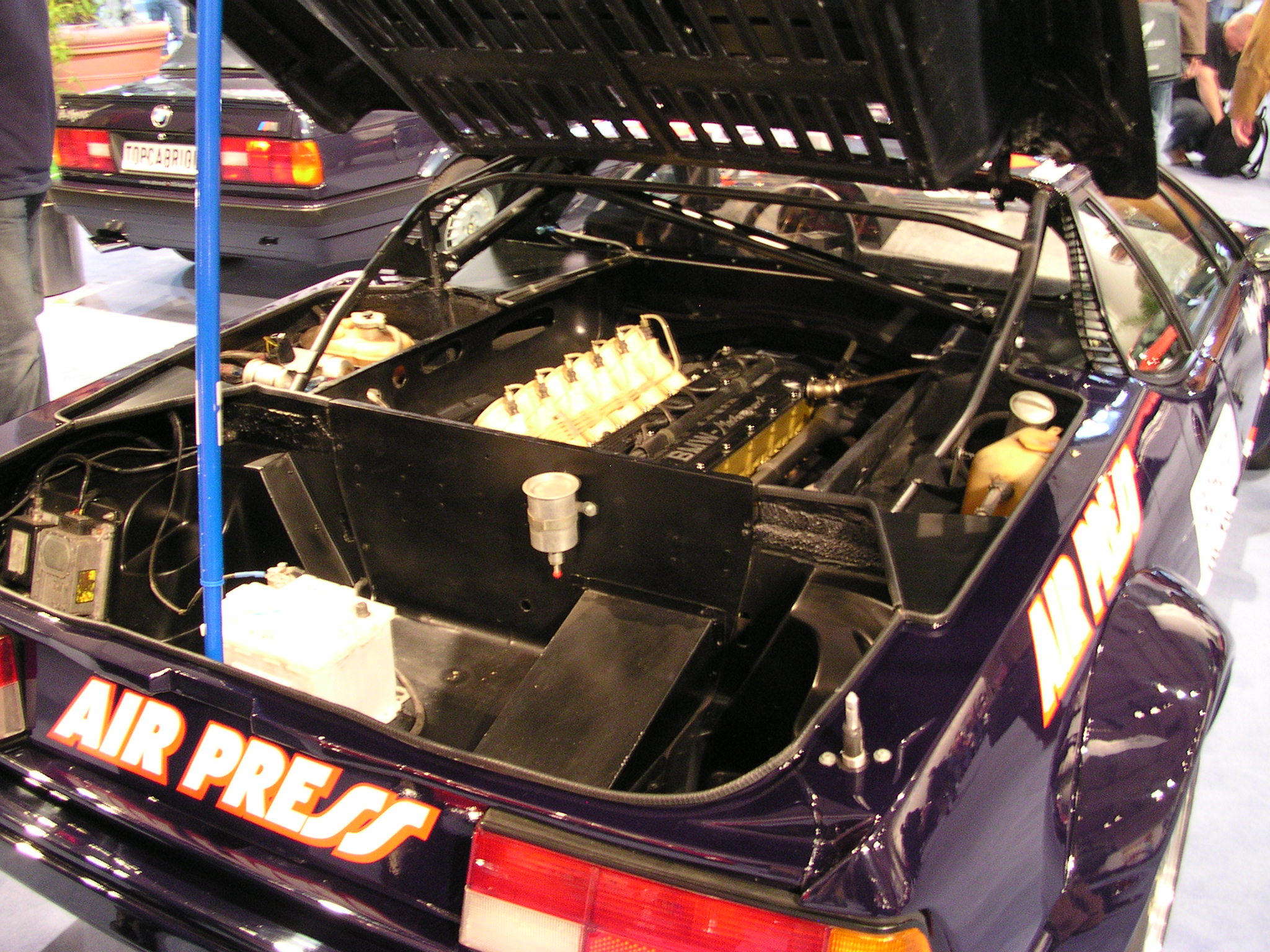
Motorraum des BMW M1 (Kofferraumverkleidung entfernt)
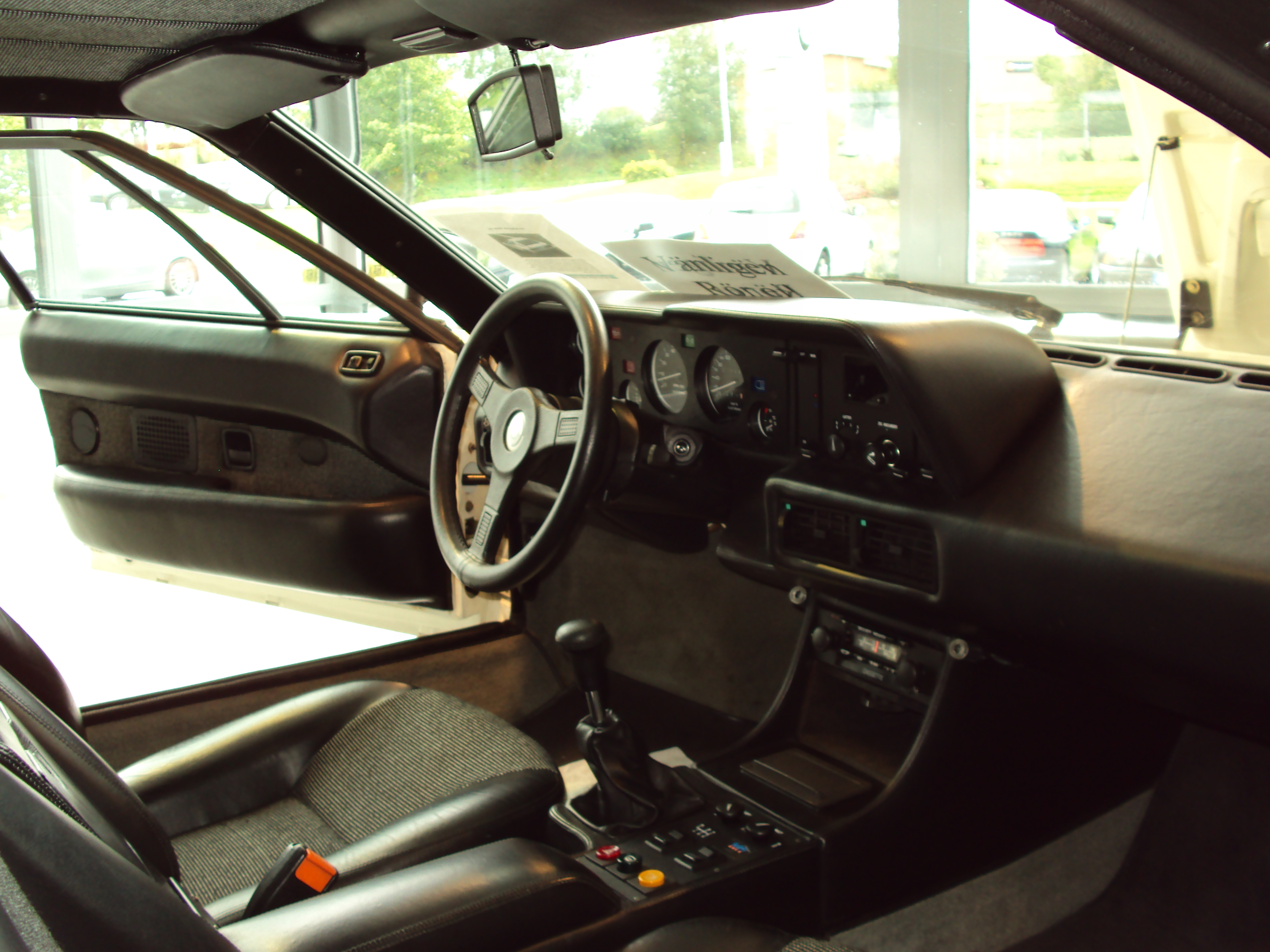
Innenraum BMW M1
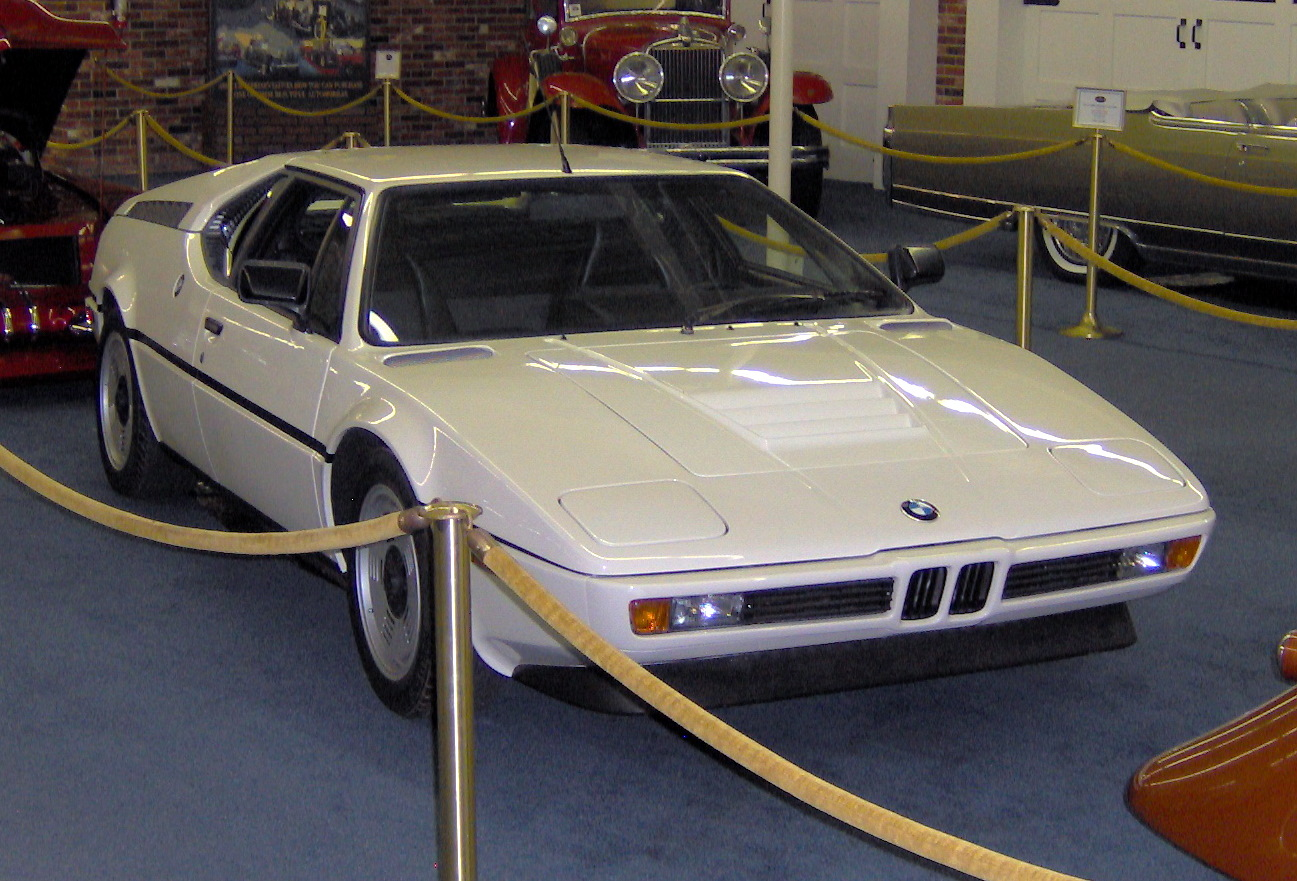
Einer der letzten produzierten BMW M1 von 1981
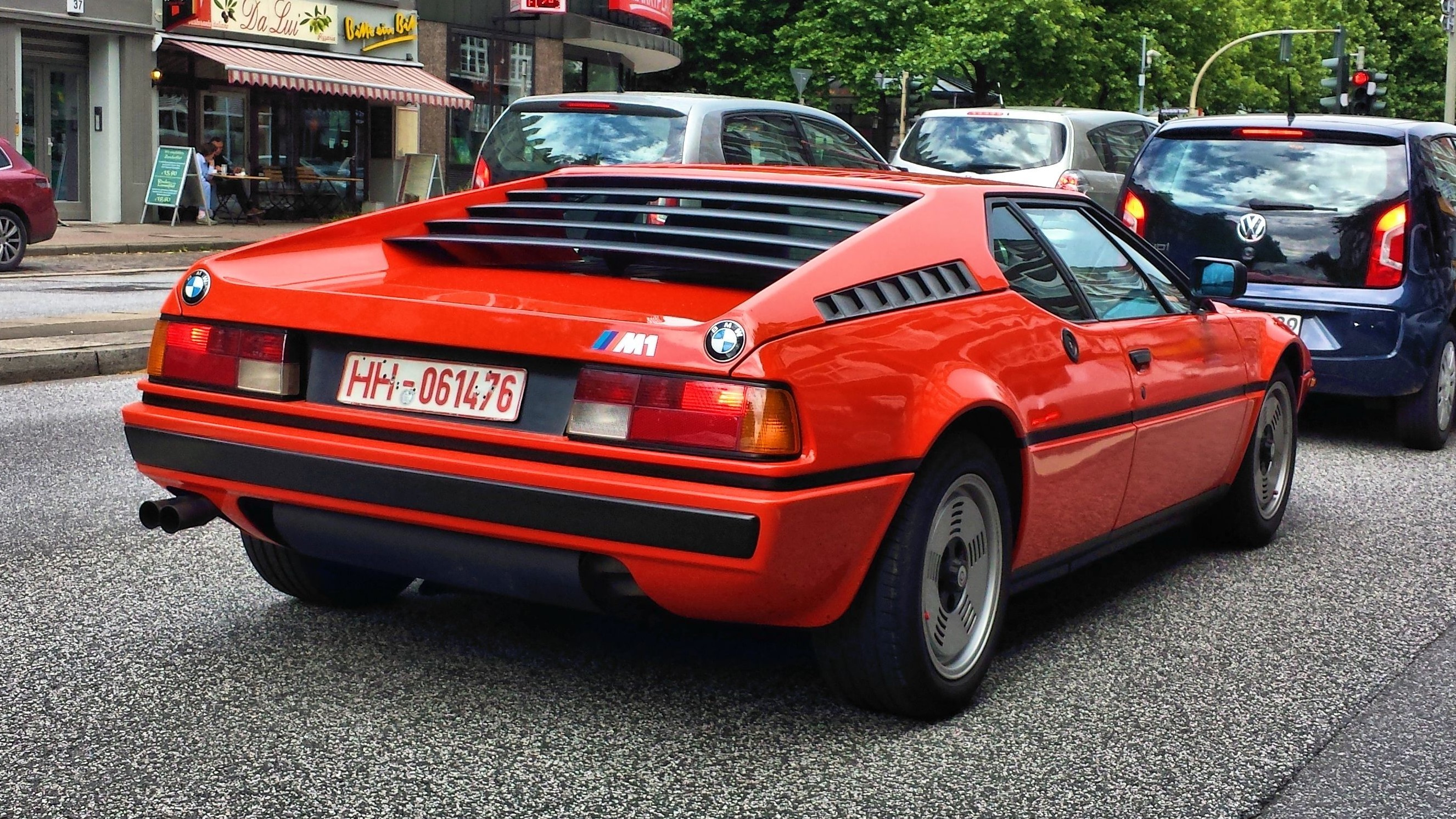
BMW M1, HH-Winterhude 2016

## Motoren
Studie BMW turbo:
- Reihenmotor mit vier Zylindern, zwei Ventile pro Zylinder, 2,0 Liter Hubraum, mechanische Kugelfischer-Einspritzanlage mit zentraler Drosselklappe und Turboaufladung, je nach Ladedruck 200 bis 280 PS, Motorenbezeichnung BMW M10, Basismotor für den ab 1973 in Serie hergestellten BMW 2002 turbo (dort 170 PS).

BMW M1 Serienversion:
- Reihenmotor mit sechs Zylindern, vier Ventile pro Zylinder, 3,5 Liter Hubraum, mechanische Kugelfischer-Einspritzanlage mit Einzeldrosselklappen, 204 kW/277 PS bei 6600/min, 330 Nm bei 5000/min (Straßenversion), Motorbezeichnung M88, Basismotor für den mit einer elektronischen Einspritzung ausgerüsteten und 1983 präsentierten M 635 CSi und später den BMW M5 (E28).

BMW M1 Rennversion:
- Reihenmotoren mit sechs Zylindern, vier Ventile pro Zylinder, mechanische Kugelfischer-Einspritzanlage und Leistung von 345 kW/470 PS als Saugmotor mit Flachschieberanlage, bis 626 kW/850 PS mit Turboaufladung.

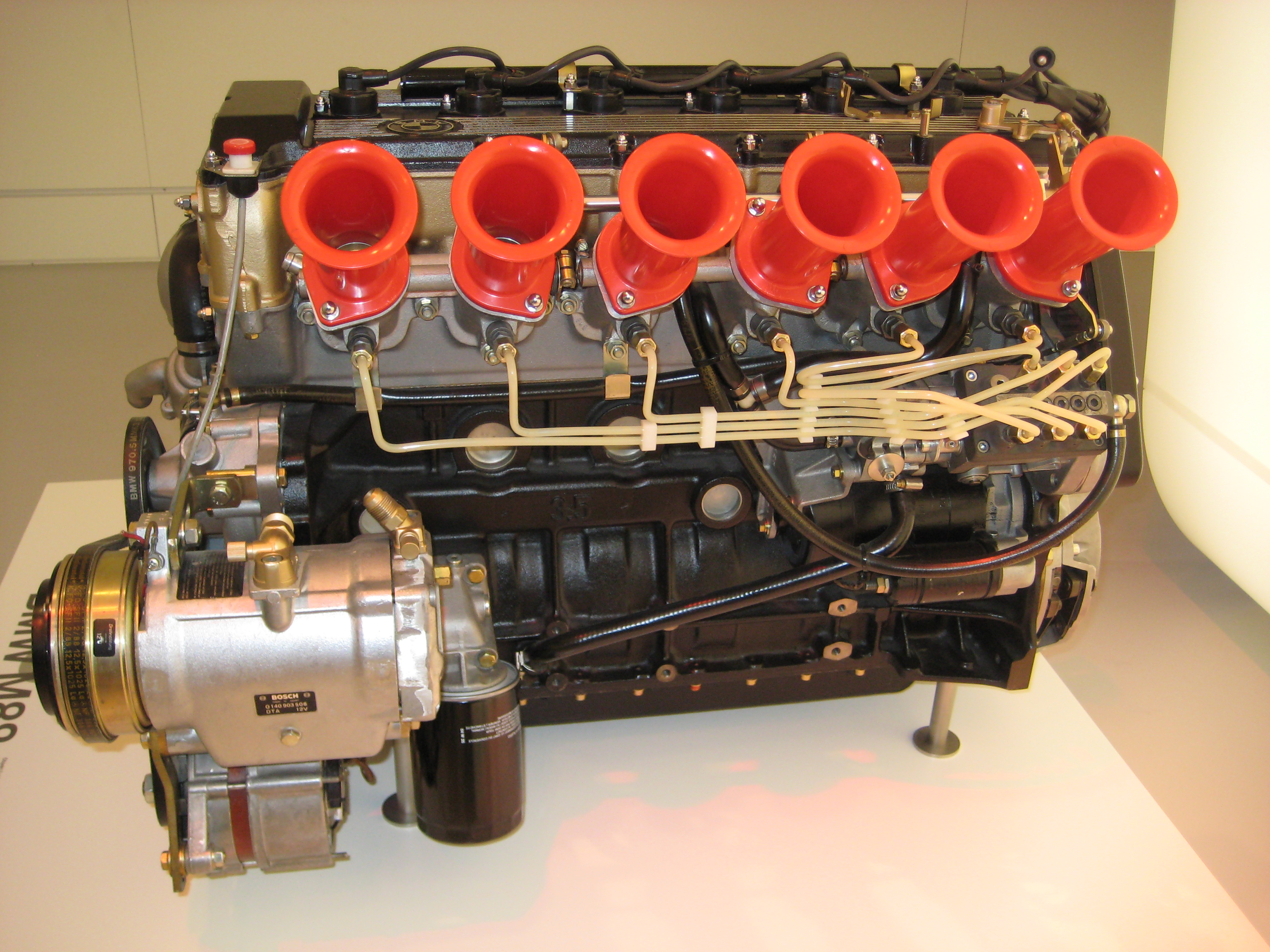
Motor BMW M88 mit Kugelfischer-Einspritzung, Einspritzpumpe PL06 und Einzeldrosselanlage aus einem Serien-BMW M1
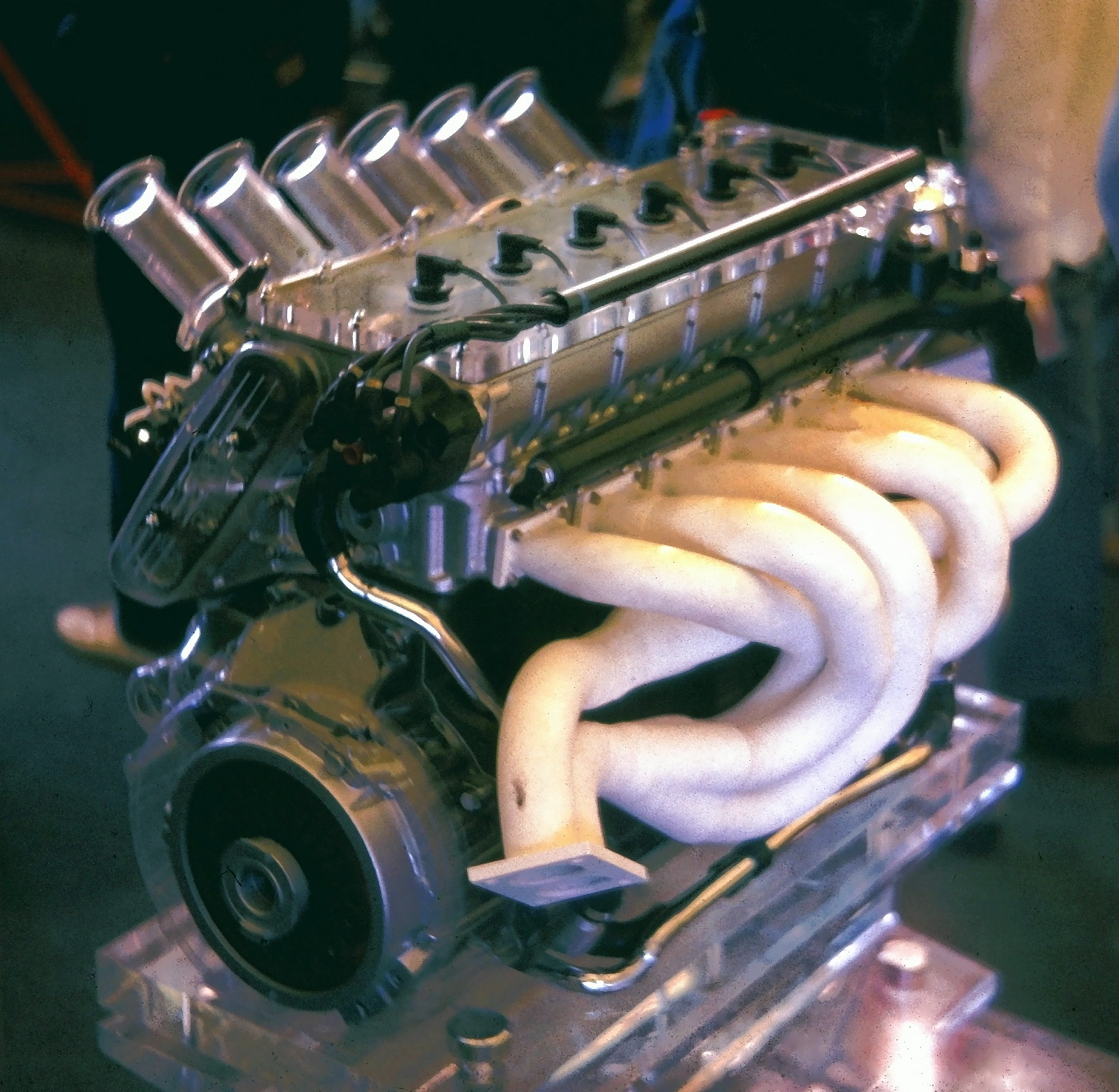
BMW M1-Motor zu Ausstellungszwecken, teilweise aus Plexiglas

## Fahrleistungen

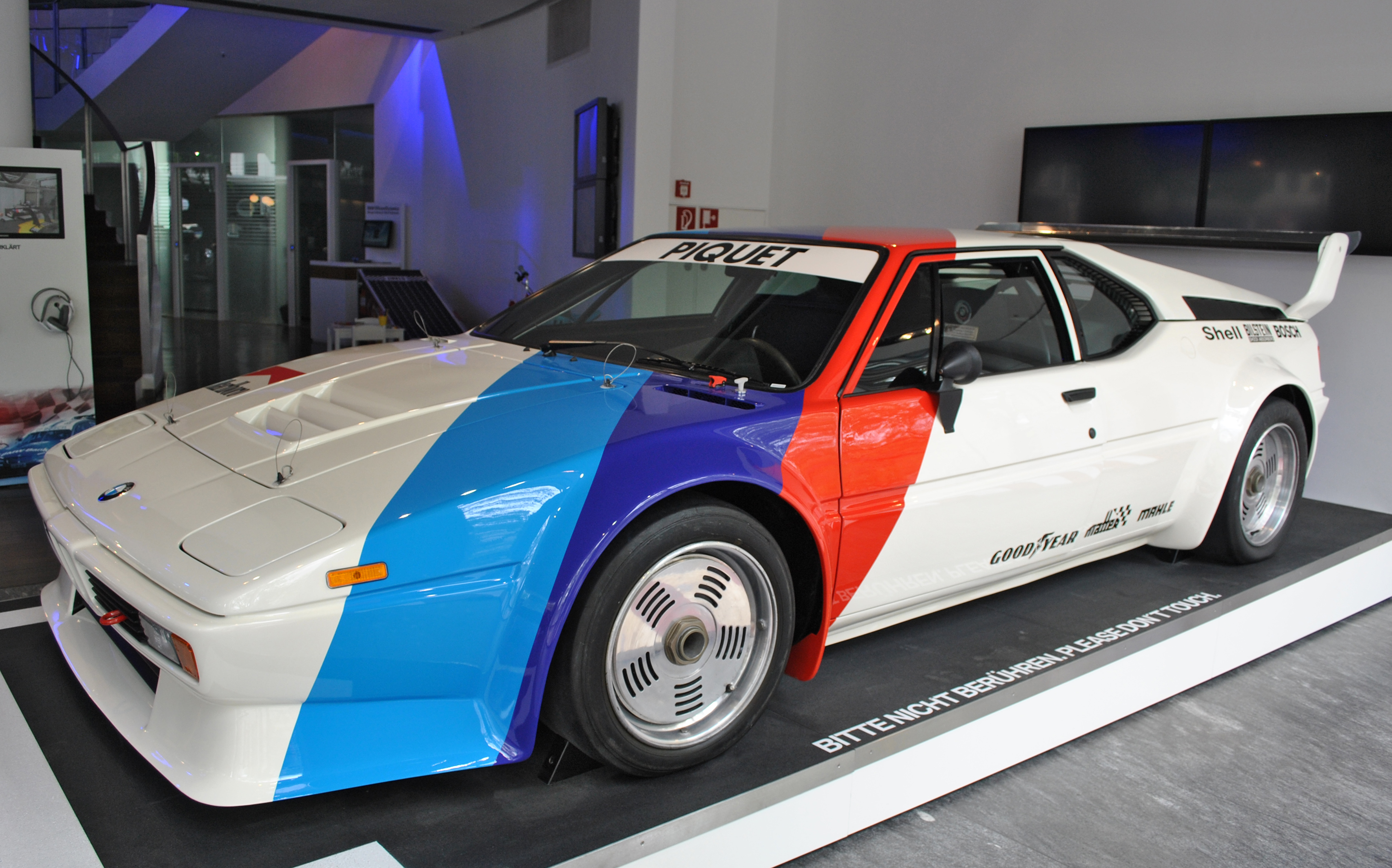
BMW M1 Procar im BMW-Showroom am Kurfürstendamm in Berlin

Die Straßenversion des BMW M1 beschleunigt in ca. 5,6 Sekunden von 0 bis 100 km/h und erreicht eine Höchstgeschwindigkeit von 262 km/h. Das Gruppe-4-Fahrzeug beschleunigt in 4,5 Sekunden auf 100 km/h und erreicht eine Höchstgeschwindigkeit von 310 km/h. Bis zum Verkaufsbeginn des Porsche 911 turbo mit Werksleistungssteigerung im Jahr 1983 war der BMW M1 der schnellste Seriensportwagen eines deutschen Herstellers.
Messwerte aus der Zeitschrift auto motor und sport:
- 0–100 km/h 6,0 s
- 0–120 km/h 8,3 s
- 0–140 km/h 10,5 s
- 0–160 km/h 13,1 s
- 0–180 km/h 17,5 s
- 0–200 km/h 21,8 s
- 1 km, stehender Start: 25,4 s
- Höchstgeschwindigkeit: 265 km/h

## Motorsport

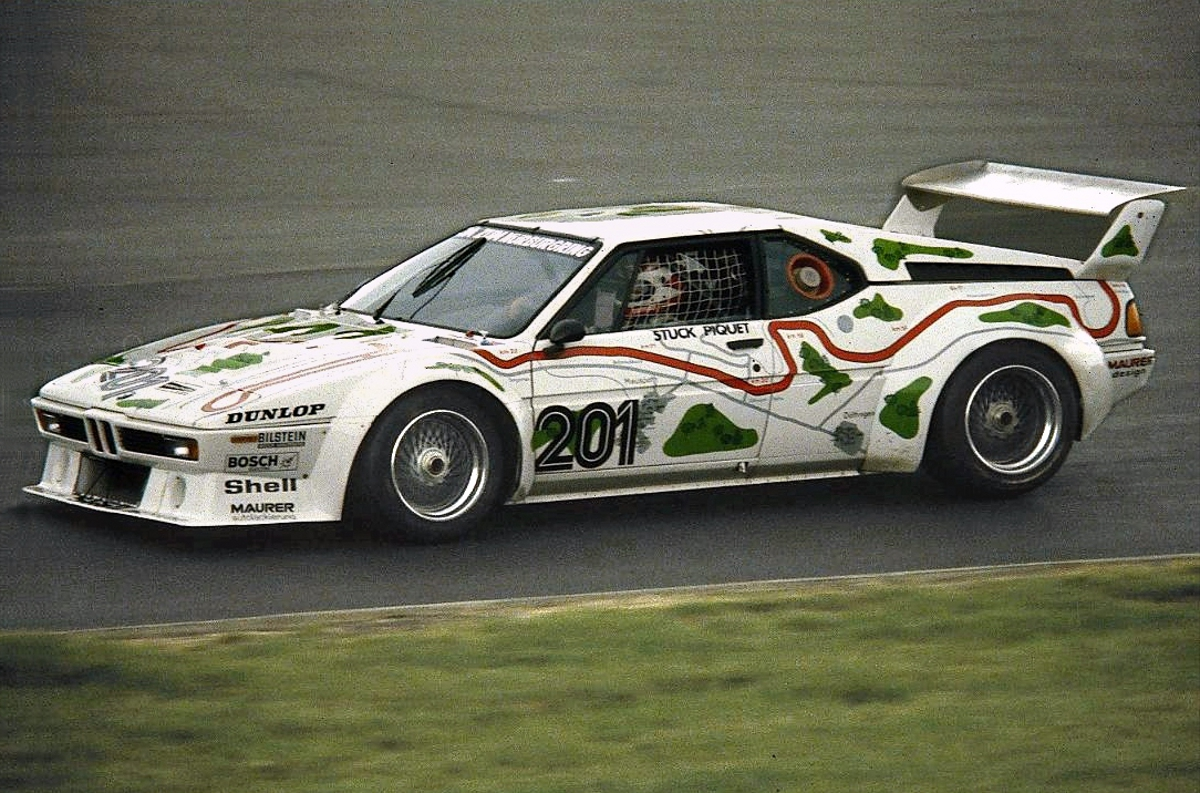
Nelson Piquet in einem BMW M1 (1980)

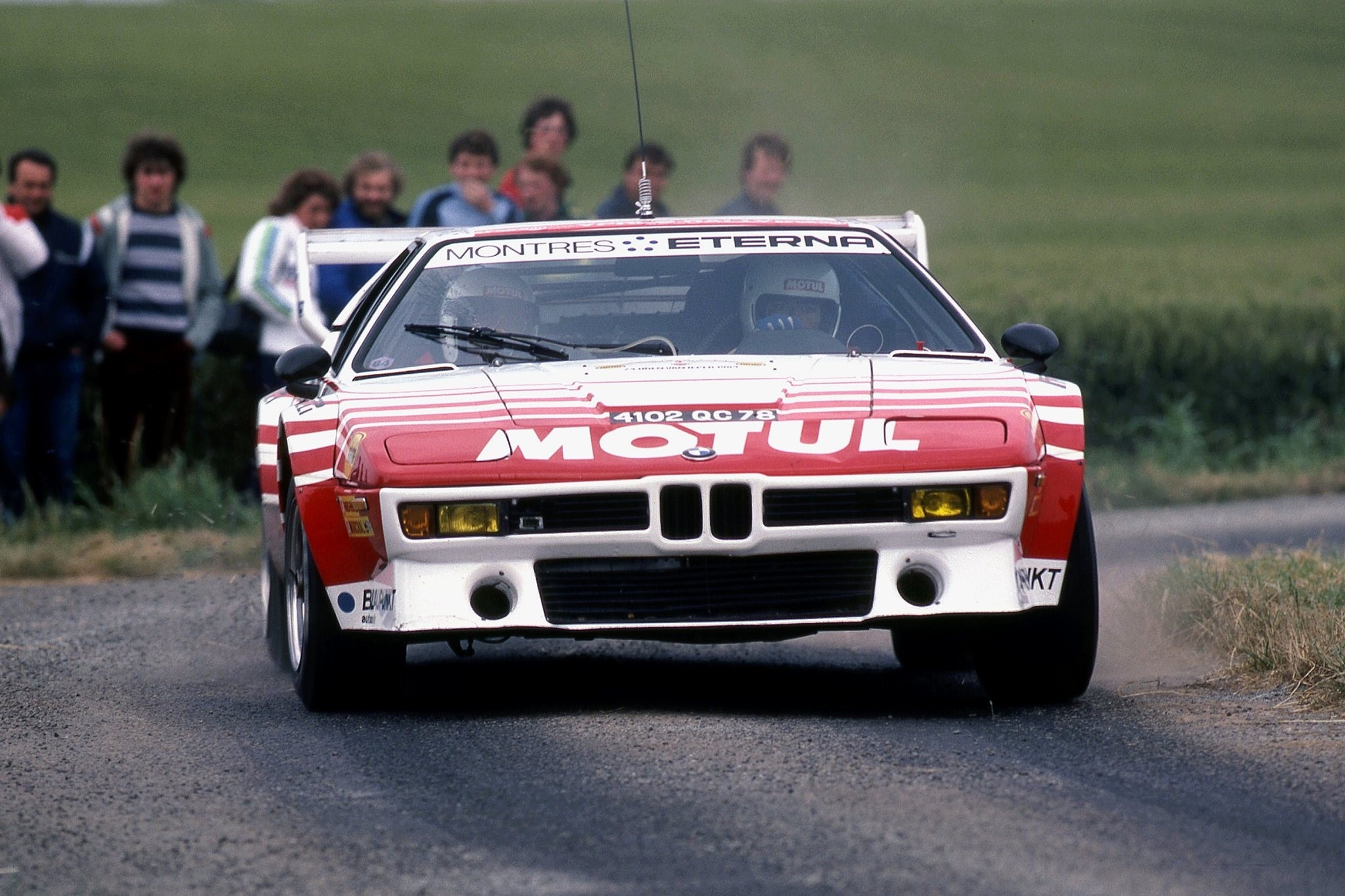
Der Franzose Bernard Béguin in einem BMW M1 der Gruppe B für Rallye-Einsätze (1984)

Ursprünglich war der BMW M1 für den Einsatz im Motorsport geplant, nur eine Homologationsserie sollte in kleiner Auflage für den öffentlichen Straßenverkehr gebaut werden. Durch Änderungen im internationalen Reglement noch vor der Präsentation des BMW M1 erwies er sich als Rennfahrzeug jedoch praktisch als überflüssig. Er wurde mit mäßigem Erfolg zwar noch als Rennwagen in diversen Serien eingesetzt, die Mehrzahl der produzierten Fahrzeuge wurde aber entgegen der ursprünglichen Planung als Straßenversion an Privatleute verkauft. Am 1. März 1983 wurde der BMW M1 nachträglich für die Gruppe B homologiert und tauchte dann sporadisch auch als Rallyewagen (beispielsweise beim WM-Lauf Rallye Korsika 1983) bei internationalen Wettbewerben auf.
Lediglich in der Procar-Serie, einem Rahmenprogramm der Formel 1 in den Jahren 1979 und 1980, erlangte der BMW M1 größere Aufmerksamkeit im Bereich des Rennsports. In der Procar-Serie traten die fünf schnellsten Formel-1-Fahrer aus den Trainingsläufen mit Werksfahrzeugen des BMW M1 gegen ausgewählte private Fahrer dieses Fahrzeugtyps an.

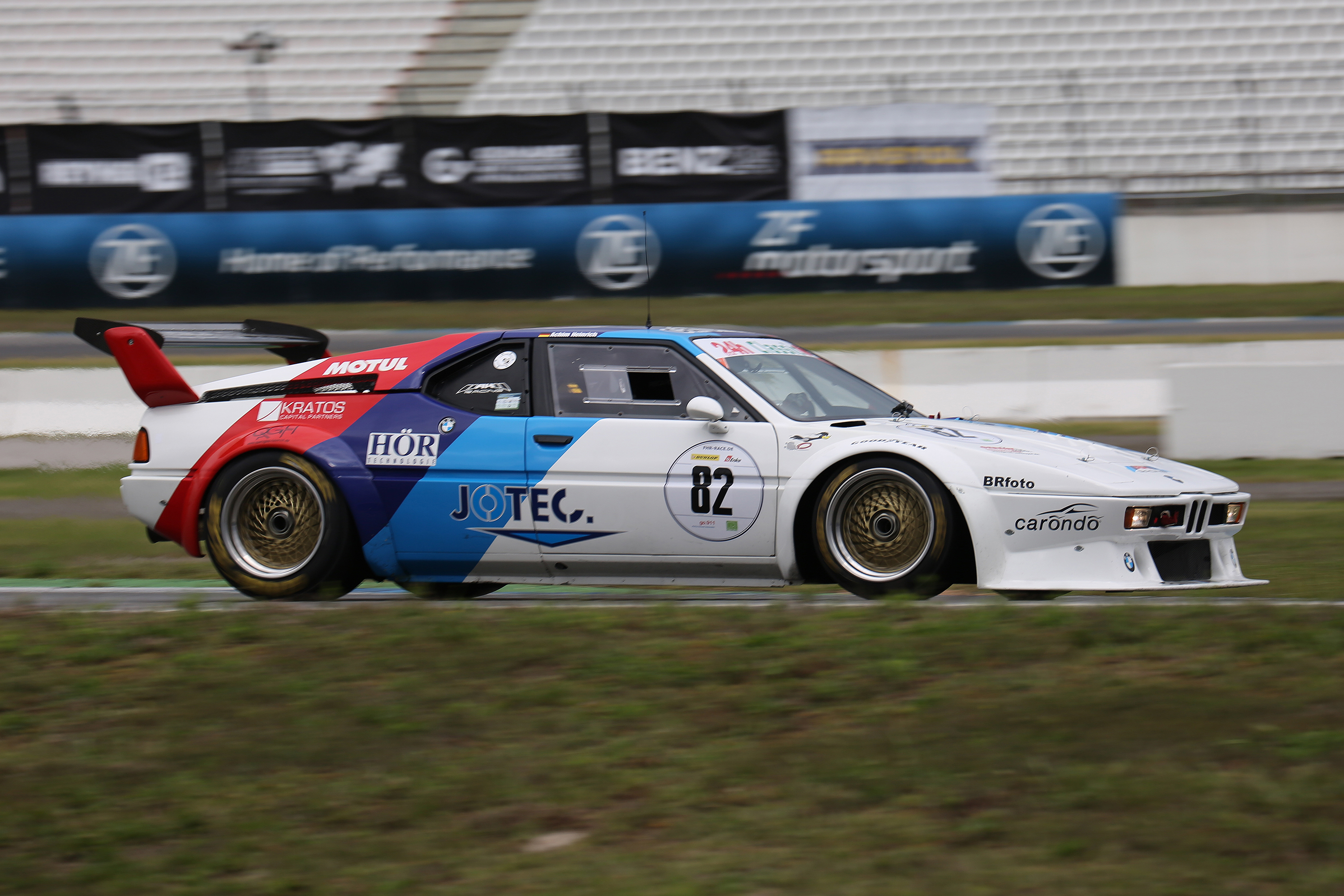
BMW M1 Procar-2 / Baujahr 1983 / 3800 cm³ / Hockenheim Historic 2021
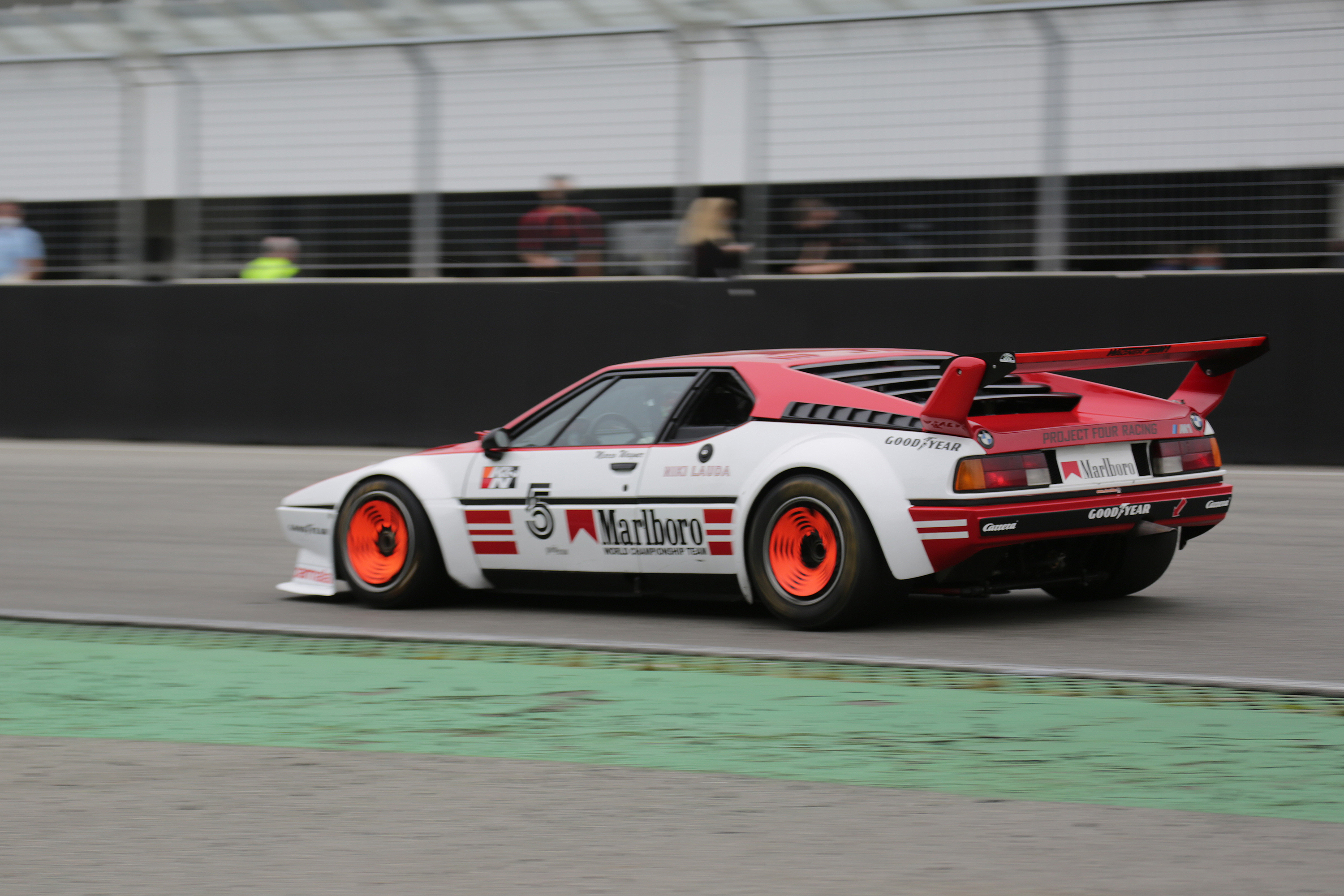
BMW M1 Procar-2 / Ex Niki Lauda / Hockenheim Historic 2021

## M1 Hommage
Zum 30-jährigen Jubiläum des BMW M1 präsentierte BMW im April 2008 die Studie M1 Hommage. Offiziellen Stimmen aus dem BMW-Konzern zufolge soll es eine einmalige Designstudie sein, die nicht in Produktion gehen wird. Das Fahrzeug wurde unter anderem 2009 auch auf der Dubai International Motor Show und auf der Melbourne International Motor Show, in Paris 2013 auf der Retromobile, 2015 auf dem Festival automobile international und 2016 auf dem Concorso d’Eleganza am Comer See gezeigt.

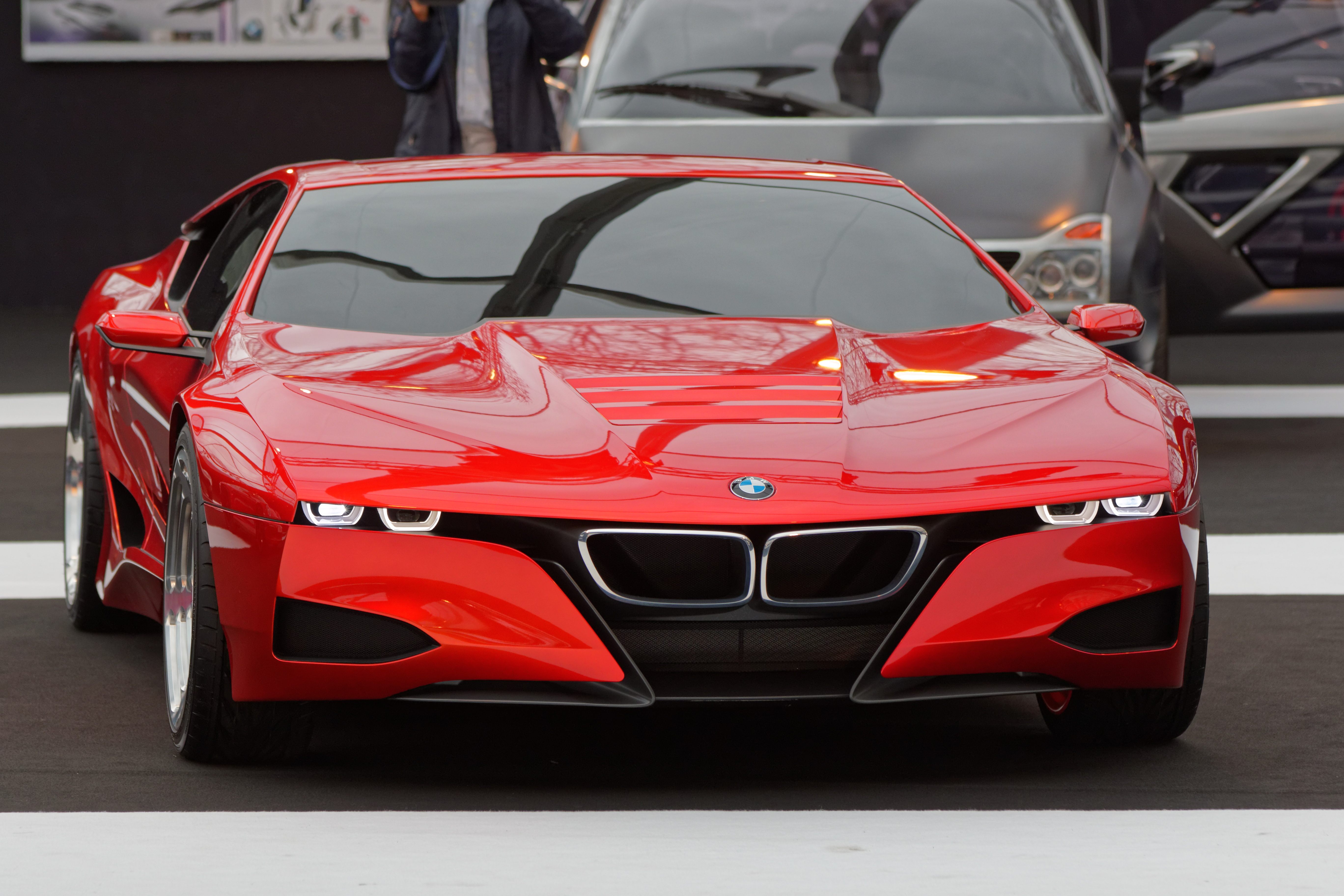
Frontansicht BMW M1 „Hommage“
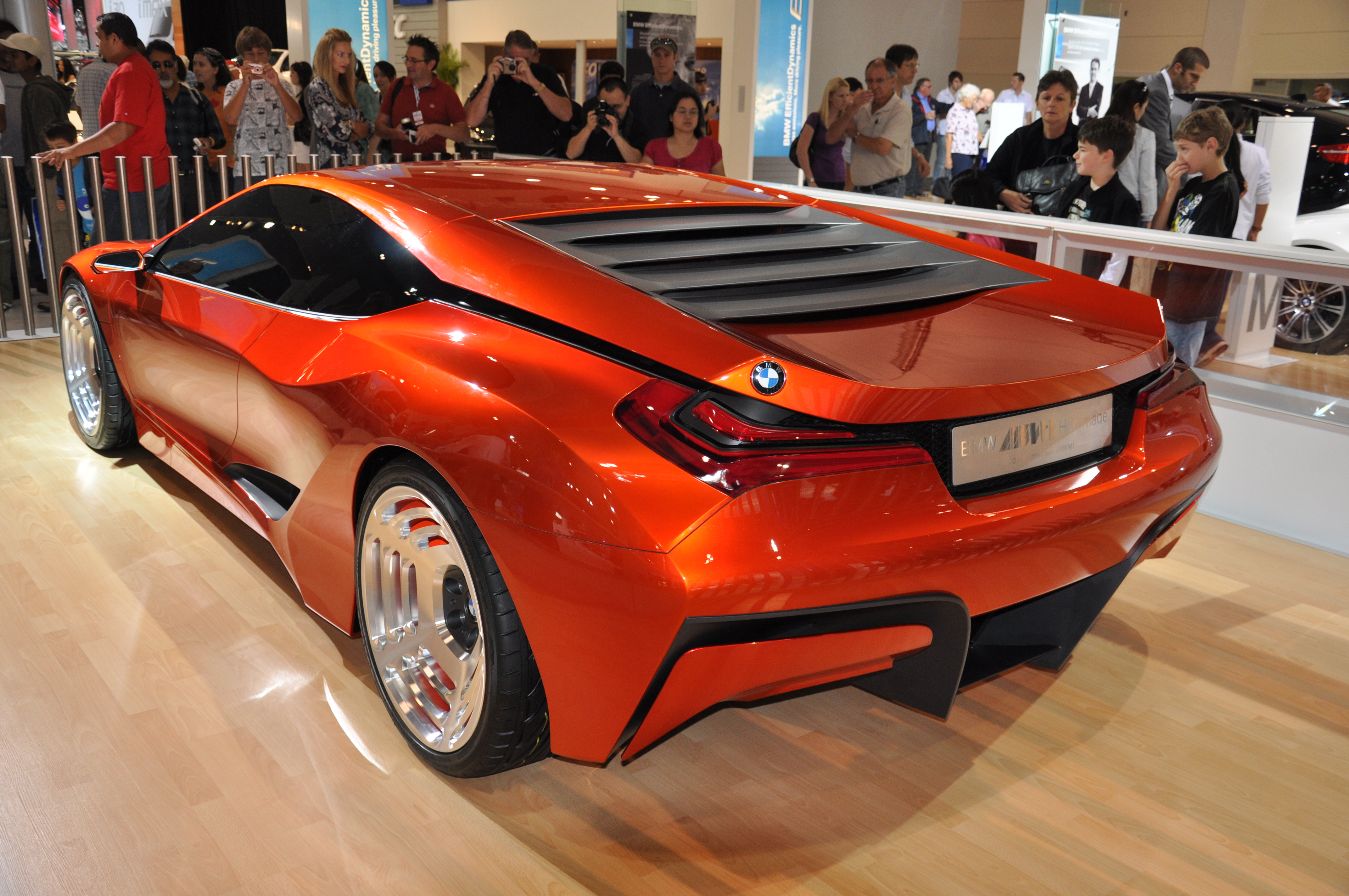
Heckansicht BMW M1 „Hommage“